# Аміната Савадого
Аміната Савадого (нар. 9 січня 1993, Рига, Латвія) — латвійська співачка, авторка пісень, учасниця музичного конкурсу «Євробачення-2015», де посіла 6-е місце.

## Життєпис
Мама Амінати має латиські та російські корені, а тато родом з Буркіна-Фасо.Він приїхав навчатися до Латвії і там познайомився з мамою. Сама Аміната відчуває себе більш латишкою. «У мені намішана Африка, бо мій тато з Буркіна-Фасо і у мого дідуся було п'ять дружин, значить, у мене багато родичів, я мрію туди з'їздити і познайомитися з усіма».
Бабуся Амінати родом із села неподалік російського Орла, тому кожен рік у неї традиція збирати врожай і тижнями займатися солінням.
Аміната навчалася в латиському класі. Також вона закінчила музичну школу по класу флейти. У дитинстві вона піддавалася булінгу: «у 12 років мене побили трохи, — згадувала дівчина, я прийшла на рок-концерт, де хотіла співати пісні, але мене зловили два скинхедки, які були старші за мене, і вдарили в око. В якийсь момент я навіть закрилася в собі, мені було страшно, але це минуло. Цих дівчат не знайшли, але нічого страшного.»
Першим серйозним проектом став концерт «У шинку у Паулса», де Аміната виступала у 15 років. Її помітили на кастингу до «Нової хвилі». У 20-річному віці дівчина перемогла на латиському аналогові «Фабрику зірок».
Після перших успіхів Аміната Савадого почала писати пісні: «У мене був, так би мовити, любовний досвід і розбите серце, що надихало мене. Ні, з цього не почалося, спочатку просто надихнулася пісню написати, але потім щось звалилося, і я цілий альбом написала». У 2016 році Аміната написала пісню співакові Юстсу Сірмайсу, з яким вона представляла Латвію на «Євробаченні 2016» у Стокгольмі.

## Конкурс пісні Євробачення 2014
Аміната брала участь у національному латвійському відборі на Євробачення 2014 з піснею «I Can Breathe». Співачка не виграла у фіналі, і на Євробачення вирушила група Aarzemnieki піснею «Cake to bake».

## Конкурс пісні Євробачення 2015
У 2015 році Аміната знову брала участь у національному відборі, на цей раз із піснею «Love Injected». У національному фіналі, який відбувся 22 лютого 2015 року, вона була оголошена переможцем і представником Латвії на Євробаченні 2015.
21 травня 2015 року відбувся другий півфінал пісенного конкурсу Євробачення, на якому Аміната посіла друге місце та пройшла до фіналу, перервавши ланцюжок невдалих виступів Латвії на Євробаченні. Співаки з цієї країни 7 років не виходила до фіналу. У фіналі співачка виступала під 19-м номером і в підсумку посіла 6-е місце з 27, заробивши в цілому 186 очок. Три країни (Ірландія, Литва, Сан-Марино) віддали Латвії максимально можливий бал. Результат Амінати став найкращим для Латвії, починаючи з 2005 року.
«У той момент, коли я там стояла, я відчувала, що ось вона, моя мрія, і вона збувається. Я намагалася все це увібрати в себе. По мені йшли мурашки, мені дуже подобалося, звук був дуже гарний, і ось ця вся атмосфера, енергетика, коли ти стоїш, внизу все таке чорне і ти не бачиш людей, тому що зал такий величезний і темний. Так дуже красиво, до мурашок. Я, в принципі, пам'ятаю тільки після того, як я заспівала, а все інше в мене як наче чорна діра. Я навіть розплакалася, мені не хотілося йти».

## Шоу «Голос»
Після Євробачення-2015 Аміната вирішила спробувати себе в російському конкурсі «Голос», як це вдалося Інтарсу Бусулісу. З першого разу відбірковий тур Аміната не пройшла, але вже коли вона повернулася до Риги, їй зателефонували з Москви і сказали, що змінили думку.
Під час виступу на «Голосі» до Амінати повернулися Поліна Гагаріна та Діма Білан; співачка обрала команду Гагаріної. У поєдинках змагалася з Чарлі Армстронгом, де виграла і пройшла до наступного етапу. Під час «Нокаутів» Аміната виступила недостатньо переконливо. На цьому участь Амінати Савадого у проекті «Голос» завершилася.